# Championnat de Biélorussie de football 2008
Navigation
Saison précédente Saison suivante
La saison 2008 du Championnat de Biélorussie de football était la 18e édition de la première division biélorusse. Elle regroupe les seize meilleurs clubs biélorusses au sein d'une poule unique qui s'affrontent en matchs aller et retour. En fin de saison, afin de faire passer le championnat de 16 à 12 clubs en 2 ans, les trois derniers du classement sont relégués en D2 et remplacé par le meilleur club de First League.
Le BATE Borisov, double tenant, conserve une nouvelle fois son titre en terminant en tête du championnat, avec 5 points d'avance sur le FK Dynamo Minsk et 10 sur le MTZ-RIPO Minsk. C'est le 5e titre de champion de l'histoire du club.

## Les 16 clubs participants
| - FK Dynamo Minsk - MTZ-RIPO Minsk - FK Dynamo Brest - Torpedo Jodzina - FK Neman Grodno - Lokomotiv Minsk - Promu de First League - FK Dnepr Moguilev - FK Savit Moguilev - Promu de First League | - Naftan Novopolotsk - FK Vitebsk - Shakhtyor Soligorsk - BATE Borisov - FK Smorgon - FK Gomel - Daryda Minsk Rayon - Granit Mikachevitchy - Promu de First League |

## Compétition
Le barème de points servant à établir le classement se décompose ainsi :
- Victoire : 3 points
- Match nul : 1 point
- Défaite : 0 point

### Classement
| Rang | Équipe                 | Pts | J  | G  | N  | P  | Bp | Bc | Diff |
| ---- | ---------------------- | --- | -- | -- | -- | -- | -- | -- | ---- |
| 1    | BATE Borisov T         | 67  | 30 | 19 | 10 | 1  | 54 | 20 | +34  |
| 2    | FK Dynamo Minsk        | 62  | 30 | 19 | 5  | 6  | 49 | 29 | +20  |
| 3    | MTZ-RIPO Minsk C       | 57  | 30 | 17 | 6  | 7  | 65 | 37 | +28  |
| 4    | Shakhtyor Soligorsk    | 51  | 30 | 15 | 6  | 9  | 50 | 35 | +15  |
| 5    | FK Vitebsk             | 51  | 30 | 14 | 9  | 7  | 39 | 26 | +13  |
| 6    | FK Dynamo Brest        | 47  | 30 | 13 | 8  | 9  | 40 | 34 | +6   |
| 7    | Naftan Novopolotsk     | 46  | 30 | 13 | 7  | 10 | 41 | 35 | +6   |
| 8    | FK Smorgon             | 39  | 30 | 10 | 9  | 11 | 26 | 39 | -13  |
| 9    | FK Dnepr Moguilev      | 38  | 30 | 9  | 11 | 10 | 45 | 42 | +3   |
| 10   | Granit Mikachevitchy P | 36  | 30 | 8  | 12 | 10 | 35 | 34 | +1   |
| 11   | FK Gomel               | 33  | 30 | 9  | 6  | 15 | 35 | 47 | -12  |
| 12   | Neman Grodno           | 33  | 30 | 8  | 9  | 13 | 36 | 40 | -4   |
| 13   | Torpedo Jodzina        | 31  | 30 | 7  | 10 | 13 | 25 | 36 | -11  |
| 14   | Lokomotiv Minsk P      | 25  | 30 | 6  | 7  | 17 | 28 | 50 | -22  |
| 15   | FK Savit Moguilev P    | 21  | 30 | 5  | 6  | 19 | 28 | 61 | -33  |
| 16   | Daryda Minsk Rayon     | 19  | 30 | 4  | 7  | 19 | 25 | 56 | -31  |

|  | Qualification pour la Ligue des champions 2009-2010 |
|  | Qualification pour la Coupe UEFA 2009-2010          |
|  | Qualification pour la Coupe UEFA 2008-2009          |
|  | Relégation en deuxième division                     |

## Bilan de la saison
| Championnat de Biélorussie de football 2008 |                         |
| Champion                                    | BATE Borisov (5e titre) |
| Coupes et trophées                          |                         |
| Vainqueur de la Coupe de Biélorussie 2008   | MTZ-RIPO Minsk          |
| Qualifications continentales                |                         |
| Ligue des champions 2009-2010               | BATE Borisov            |
| Coupe UEFA 2008-2009                        | MTZ-RIPO Minsk          |
| Coupe UEFA 2009-2010                        | FK Dynamo Minsk         |
| Promotions et relégations                   |                         |
| Promus en Premier League                    | FK Minsk                |
| Relégués en First League                    | Lokomotiv Minsk         |
| Relégués en First League                    | FK Savit Moguilev       |
| Relégués en First League                    | Daryda Minsk Rayon      |